# Glass Hammer
Glass Hammer — американская прогрессивная рок-группа из Чаттануга, Теннесси. Группа образовалась в 1992 году, когда мультиинструменталисты Steve Babb и Fred Schendel начали записывать "Journey of the Dunadan", их первый концептуальный альбом. Совершенно неожиданно для музыкантов продажи альбома через интернет превысили несколько тысяч копий, после чего было решено продолжать записи.
За время существования группы через неё прошло много различных музыкантов, неизменным оставалось лишь присутствие Стива и Фреда. При этом Стив в основном играл на бас-гитаре и клавишных, а Фред сосредоточился на клавишных и гитарах.
Музыка "Glass Hammer" во-многом отражает любовь исполнителей к литературе в стиле фэнтези и христианской вере. Влияние на "Glass Hammer" оказали такие группы, как Yes, Kansas, Emerson, Lake & Palmer и, в менее заметной степени, Genesis.
В 1998 году Glass Hammer выпустили свой третий студийный альбом On to Evermore, в котором в качестве основного вокалиста выступал Волтер Мур. Два года спустя последовал альбом Chronometree, еще один концептуальный альбом, рассказывающий о молодом человеке, который убежден, что инопланетяне пытаются общаться с ним через его альбомы.
Сьюзи Богданович, которая исполнила бэк-вокал на Chronometree, присоединилась к группе в качестве постоянного участника, в то время как Мур оставил роль ударника, выступая исключительно как певец в студийных работах и гитарист на концертах. В этом составе Glass Hammer выпустил четыре альбома, первым из которых стал The Middle-Earth Album, увидевший свет в 2001 году.
Седьмой студийный альбом группы, Shadowlands, был выпущен в 2004 году. В следующем году The Inconsolable Secret стал последним альбомом с составом, который действовал с момента выхода The Middle-Earth Album, так как Мур покинул роль постоянного участника после выпуска альбома. 
После ухода Мура Glass Hammer привлекли Карла Гроувза в качестве нового основного вокалиста, записав и выпустив живой DVD Live at Belmont в 2006 году. После сборника под названием The Compilations, в 2007 году группа выпустила свой первый студийный альбом с Гроувзом, Culture of Ascent. 
В 2009 году группа выбрала совершенно другое музыкальное направление для своего десятого студийного альбома Three Cheers for the Broken-Hearted с акцентом на вокале Богданович. Альбом был негативно воспринят фанатами из-за отхода от обычного прогрессивного звучания группы; хотя Шендел и Бэбб защищали качество альбома, позже они признали, что не должны были выпускать его под именем Glass Hammer.
В конце 2009 года как Богданович, так и Гроувз покинули Glass Hammer, и Шендел и Бэбб привлекли нового вокалиста Джона Дэвисона и нового гитариста Камрана Алана Шико. Этот состав выпустил три студийных альбома: If в 2010 году, Cor Cordium в 2011 году и Perilous в 2012 году. Альбомы ознаменовали возвращение к прогрессивному року, с переходом к симфоническому рок-звучанию. Все три альбома были положительно восприняты критиками и привели к значительному росту популярности группы.
В 2012 году Джон Дэвисон, оставаясь вокалистом "Glass Hammer", также начал петь в рок-группе Yes.
В 2013 году Богданович и Гроувз вновь присоединились к Glass Hammer, а Аарон Раулстон стал постоянным ударником. В составе из семи человек группа выпустила Ode to Echo в 2014 году, в котором участвовали все текущие и бывшие ведущие вокалисты в истории группы. После выпуска альбома Дэвисон покинул группу из-за своей работы с Yes, хотя официально был исключен из состава лишь несколько лет спустя.
В составе, включающем Шендела, Бэбба, Богданович, Гроувза, Шико и Раулстона, группа выпустила свой пятнадцатый студийный альбом The Breaking of the World в 2015 году.
В 2016 году Карл Гроувз снова покинул группу, и коллектив решил сосредоточиться на Богданович в качестве вокалиста. Они выпустили Valkyrie, концептуальный альбом, рассказывающий о борьбе солдата, стремящегося вернуться домой от ужасов войны, к любящей его девушке.
В 2017 году группа выпустила Untold Tales, сборник ранее не издававшихся записей Glass Hammer, созданных с начала 90-х годов и до 2017 года. 
На фестивале Cruise to the Edge в 2018 году Джон Дэвисон выступил с Glass Hammer в качестве гостя, что стало первым его живым выступлением с группой. 18 апреля 2018 года Glass Hammer объявили о своем предстоящем живом альбоме Mostly Live, в котором не участвовал Камран Алан Шико; они также удалили Шико из состава группы на своей официальной странице в Facebook, заявив в посте: "И осталось четверо".
13 августа 2018 года, после нескольких недель дразнящих видео с участием персонажа Тома из их четвертого альбома Chronometree, выпущенного в 2000 году, группа анонсировала свой семнадцатый студийный альбом Chronomonaut. Это сиквел к Chronometree, альбом рассказывает о Томе "в современном мире, переживающем кризис среднего возраста", когда "голоса вернулись и побуждают Тома путешествовать во времени обратно в славные дни ранней прог-сцены". Выпуск альбома совпал с ремастированным переизданием Chronometree с бонус-треком.
8 декабря 2019 года группа опубликовала два видео о своем следующем альбоме Dreaming City, заявив, что "все основные треки готовы. Все песни имеют свои формы и аранжировки". Они сообщили, что их вдохновили Rush 1970-х годов, Hawkwind и романы Майкла Муркока о Элрике из Мельнибоне (первый роман в серии, The Dreaming City, был выпущен в 1961 году).
Альбом Dreaming City, вышедший в 2020 году, является первой частью концептуальной трилогии. В 2021 году последовал альбом Skallagrim-Into The Breach, в 2022 году - At The Gate. Для этих проектов группа начала использовать более тяжёлое звучание и пригласила вокалистку Ханну Прайор. 
В 2023 году вышел альбом ARISE.

## Члены группы
Текущий состав
- Fred Schendel –  Клавишные, гитара, вокал, орган Хаммонда
- Steve Babb – Бас-гитара, клавишные, вокал
- Aaron Raulston – Ударные
- Hannah Pryor – Вокал

Бывшие члены группы
- Michelle Young – Вокал
- Walter Moore – Вокал, гитара, ударные
- Brad Marler – Вокал
- Jon Davison – Вокал
- Kamran Alan Shikoh – Гитара, ситар
- Susie Bogdanowicz – Вокал

## Дискография

### Студийные альбомы
- Journey of the Dunadan (1993)
- Perelandra (1995)
- On to Evermore (1998)
- Chronometree (2000)
- The Middle Earth Album (2001)
- Lex Rex (2002)
- Shadowlands (2004)
- The Inconsolable Secret (2005, re-recorded in 2013)
- Culture of Ascent (2007)
- Three Cheers for the Broken-Hearted (2009)
- If (2010)
- Cor Cordium (2011)
- Perilous (2012)
- Ode to Echo (2014)
- The Breaking of the World (2015)
- Valkyrie (2016)
- Chronomonaut (2018)
- Dreaming City (2020)
- Skallagrim - Into the Breach (2021)
- At the gate (2022)
- ARISE (2023)
- Rogue (Apr 11, 2025)

### Концертые альбомы
- Live and Revived (1997)
- Live at Nearfest (2004)
- Double Live (2015)
- Mostly Live (2018)

### Концертные DVD
- Lex Live (2004)
- Live at Belmont (2006)
- Live at the Tivoli (2008)
- Double Live (2015)

### Другие
- One (2010) - Old recordings by Babb and Schendel from 1991-1992
- The Stories of H.P. Lovecraft (2012) - collaborative album of different artists